# Dorcadion ganglbaueri
Dorcadion ganglbaueri är en skalbaggsart som beskrevs av Jakovlev 1897. Dorcadion ganglbaueri ingår i släktet Dorcadion och familjen långhorningar.
Artens utbredningsområde är Kazakstan. Inga underarter finns listade i Catalogue of Life.